# Palolaki rengärdes naturreservat
Palolaki rengärdes naturreservat är ett naturreservat i Pajala kommun i Norrbottens län.
Området är naturskyddat sedan 2021 och är 1,8 kvadratkilometer stort. Reservatet ligger väster om Tärendö och består av skog med gran och tall och här finns även ett gammalt rengärde byggd av gamla torrfuror.